# Augusta, Arkansas
Augusta är administrativ huvudort i Woodruff County i Arkansas. Innan Woodruff County grundades var Augusta huvudort i Jackson County. Vid 2010 års folkräkning hade Augusta 2 199 invånare.